# Sodina

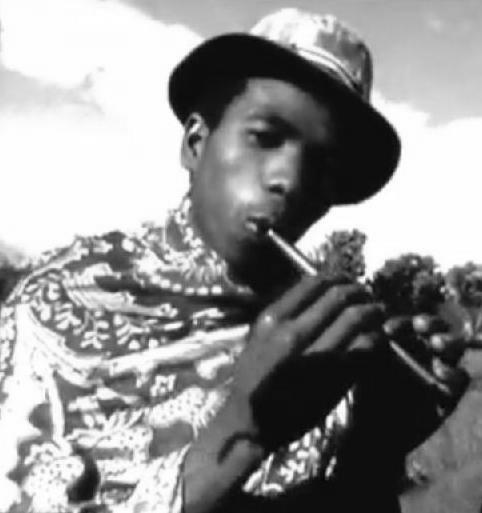
un joueur de flûte sodina.

La sodina est une flûte droite à embouchure terminale de Madagascar. Les recherches ethnomusicologiques et linguistiques montrent que la sodina est d'origine austronésienne ,,,,,. Son équivalent indonésien contemporain est la flûte suling.

## Facture
De longueur variable (18 à 50 cm), elle est percée de 6 trous équidistants et peut couvrir jusqu'à deux octaves chromatiques. Elle est en général en bambou ou en bois léger comme le balsa. 

## Jeu
Actuellement jouée en solo ou en petit ensemble (avec des tambours), on estime que dans le passé elle avait un rôle liturgique [réf. nécessaire]. De nos jours, on l'utilise principalement pour jouer une musique folklorique sur scène. La sodina est, avec les tambours (amponga) l'instrument de base du hira gasy (vakodrazana).
Rakoto Frah est celui qui a donné ses lettres de noblesse à la sodina en la faisant connaître internationalement à travers de nombreuses tournées, souvent en compagnie du joueur de valiha Randafison Sylvestre.
La relève est aujourd'hui assurée par de jeunes musiciens malgaches qui ont eu l'occasion de se former auprès du maître et dont les figures les plus connues sont :
- Les Rakoto Frah Zanany ou Rakoto Frah Junior : groupe de chanteurs et flûtistes composé des enfants de Rakoto Frah.
- Seta Ramaroson et Nicolas Vatomanga : également saxophonistes de jazz.

## Discographie sur la sodina
Rakoto Frah
- 1988 : Flute Master of Madagascar (Globestyle)
- 1988 : Souffles de Vie (Musikela)
- 1989 : The Art of Rakoto Frah & Randafison Sylvestre (Japon, JVC)

Seta Ramaroson
- 2004 : Introducing Vakoka : The Malagasy All Stars - World Music Network

Rakoto Frah et Nicolas Vatomanga
- 2000 :  Chants et Danses en Imerina (Arion)
- 2001 :  Madagascar pays Merina (Arion)